# Pterotettix asmodaeus
Pterotettix asmodaeus är en insektsart som först beskrevs av Jean Guillaume Audinet Serville 1838.  Pterotettix asmodaeus ingår i släktet Pterotettix och familjen torngräshoppor. Inga underarter finns listade i Catalogue of Life.